# 松平信安
松平 信安（まつだいら のぶやす）は、幕末から明治期にかけての大名・華族。出羽国上山藩の第10代（最後）の藩主。藤井松平家嫡流16代。

## 経歴
元治元年（1864年）4月24日、7代藩主・松平信宝の五男として誕生した。慶応4年（1868年）12月、戊辰戦争で兄・信庸が奥羽越列藩同盟に参加して新政府と対立したため、戦後に新政府から強制隠居処分となった。代わって、信安が兄の養子として跡を継ぐこととなった。明治2年（1869年）6月、版籍奉還により上山藩知事となり、8月24日に従五位に叙任する。しかし幼少のため、実際の政務は兄の信庸が行っていたと言われている。
明治4年（1871年）7月、廃藩置県により知藩事職を免官されて東京へ移った。明治5年（1872年）7月8日、8歳の時、慶應義塾に入った。明治17年（1884年）7月8日、子爵に授爵された。明治32年（1899年）8月、38歳の時、芝大神宮の社司に就任した。
信庸の実子である信恭の成長に伴い、信安の立場は微妙なものとなる。信庸らに財産は管理されており、生活は苦しく、信恭やその生母による理不尽な扱いに、一時は当主でありながら屋敷を出るに至った。明治23年（1890年）26歳で信安は隠居を望んだという。明治30年（1897年）、信恭を養子に迎えるものの、冷遇に変化はなかったようである。明治36年（1903年）、信恭の廃嫡のため、訴訟に踏み切る。信恭とその生母らが藤井松平家の家政の実権を握り、当主である信安を不当に軽んじている状況にあったためという。放蕩な生活を送り続けて散財したことが祟り、明治41年（1908年）10月19日、正四位及び爵位返上を命じられ、藤井松平家嫡流の上山藩主家は華族の座から転落した。
大正7年（1918年）10月23日、兄の後を追うように死去、55歳。

## 信安没後の松平家
信安の死後、妾のたま、娘の八重子、豊子、義子は、東京市本郷に小さな家に住居をかまえた。母は、長男信英の爵位の復興を期待するも、信英は父譲りの奔放な性格で大阪に出て行ってしまう。追い討ちに関東大震災で一家が離散、その後、たまは喘息で死去する。八重子は結婚したが、他の姉妹は元華族を売り物に没落の一途をたどった。八重子は新橋・赤坂周辺の芸妓、豊子は女給・ダンサー、義子は芸者置屋に売られる。その後、義子は昭和5年（1930年）頃に京都の織物商と結婚したが、性格の不一致などから離婚。昭和11年（1936年）4月頃から豊子の住む芝区浜松町のアパートに同居するようになったが、翌月になって病に倒れ、それ以来病院に通っていた。
昭和11年（1936年）9月9日午前10時30分頃、浜松町発四谷行きの東京市電33系統が、御成門停留所近くの愛宕警察署（芝区新橋六丁目）のカーブを曲がろうとした時、通院のため乗車していた義子は振り落とされアスファルトの地面に転落した。義子は慈恵病院に搬送された姉の豊子が看病していたところ、新聞で事故の記事を読んだ八重子、10年程音信不通であった信英、信元が病室を訪れ、身内全員が再会することになる。さらに、松平3代に仕えた家臣だった堤和芳（当時85歳）が杖を突いて調布から駆けつけた。義子は昏睡状態から目を覚ますことなく死亡、26歳。
『華族大系』では、松平信英、松平八重子、松平豊子、松平義子の名前は削除されており、次男の松平信元が家督を継いだとされている。

## 年譜
※日付=旧暦。ただし、明治6年以降は新暦。
- 1869年（明治2年）6月、版籍奉還により上山藩知事就任。 8月24日、従五位に叙位。
- 1871年（明治4年）7月、廃藩置県で免官。東京に移住。
- 1884年（明治17年）7月8日、子爵に授爵。
- 1899年（明治32年）8月、東京都港区芝大門鎮座の芝大神宮社司に就任。
- 1902年（明治35年）10月、芝大神宮社司辞任。
- 1908年（明治41年）10月19日、正四位及び子爵の爵位返上[2]

## 系譜
- 父：松平信宝（1817年 - 1872年）
- 母：吉田氏
- 養父：松平信庸（1844年 - 1918年）
- 最初の妻：すず - 津田氏
- 2人目の妻：松平氏
- 妾：たま
- 生母不明の子女
  - 長男：松平信英
  - 次男：松平信元
  - 長女：八重子
  - 次女：豊子（1906年 - ?）
  - 三女：義子（1910年 - 1936年）
- 養子
  - 男子：松平信恭 - 松平信庸の長男